# Notholca triarthroides
Notholca triarthroides is een raderdiertjessoort uit de familie Brachionidae. De wetenschappelijke naam van deze soort is voor het eerst geldig gepubliceerd in 1903 door Skorikov.